# Pterocarpus zenkeri
Espèce
Statut de conservation UICN

 EN B2ab(iii) : En danger
Pterocarpus zenkeri Harms est une espèce de plante à fleurs de la famille des Fabaceae et du genre Pterocarpus. C'est un arbre endémique du Cameroun. On dispose de peu d'informations à son sujet.

## Étymologie
Son épithète spécifique zenkeri rend hommage à Georg August Zenker, botaniste et collecteur de plantes au Cameroun sous l'ère coloniale, qui découvrit le premier spécimen à la station de Yaoundé.

## Distribution
On ne lui connaît que deux localisations : Yaoundé et Dikop, près d'Éséka.

## Description
Pterocarpus zenkeri est un arbre observé en forêt de basse altitude et dont la taille peut aller jusqu'à 20 m.